# C/2004 C1 Larsen
C/2004 C1 Larsen è una cometa periodica appartenente alla famiglia delle comete gioviane. La cometa è stata scoperta il 12 febbraio 2004 .

## Particolarità orbitali
L'unica particolarità di questa cometa è di avere una relativamente piccola MOID col pianeta Giove: questo fatto comporta la possibilità in futuro di passaggi ravvicinati tra la cometa e Giove con possibili cambiamenti degli attuali elementi orbitali della cometa. 